# Денят на Бастилията
„Денят на Бастилията“ (на английски: Bastille Day) е френско-американски филм от 2016 година, екшън на режисьора Джеймс Уоткинс по негов сценарий в съавторство с Андрю Болдуин.
В центъра на сюжета са дребен американски престъпник и агент на Централното разузнавателно управление, които разследват смъртоносен инцидент с експлозив в Париж в навечерието на френския национален празник 14 юли. Главните роли се изпълняват от Идрис Елба, Ричард Мадън, Шарлот Льо Бон, Ерик Ебуане, Хосе Гарсия.
Премиерата на филма във Франция е на 13 юли 2016 година, но прожекциите са прекратени няколко дни по-късно, заради Атентата в Ница.